# Israel Katz
Israel Katz (hebreo: יִשְׂרָאֵל כַּץ; Ascalón, 21 de septiembre de 1955) es un político israelí, desde 2024 ejerce como ministro de Defensa. Es miembro de la Knéset por el Likud y se ha desempeñado como ministro de Agricultura y Desarrollo Rural (2003-2006), ministro de Transporte y Seguridad Vial (2009-2019), ministro de Servicios de Inteligencia (2015-2020), ministro de Relaciones Exteriores (2019-2020) y ministro de Finanzas (2020-2021).

## Biografía

### Primeros años
Nacido en Ascalón, su padre era de Letonia y su madre de Rumania. Fue reclutado por las Fuerzas de Defensa de Israel en 1973. Se ofreció como paracaidista en la Brigada de Paracaidistas. Sirvió como soldado y líder de escuadrón. En 1976 se convirtió en oficial de infantería después de completar la Escuela de Candidatos para Oficiales y regresó a la Brigada de Paracaidistas como líder de pelotón. Después de su alta en 1977, estudió en la Universidad Hebrea de Jerusalén, y se graduó con una licenciatura y una maestría.

### Carrera política
Integró la lista Likud-Gesher-Tzomet para las elecciones de 1996 en el puesto 34, pero se perdió un lugar en la Knéset cuando la alianza ganó solo 32 escaños. Sin embargo, ingresó al parlamento en noviembre de 1998 como reemplazo de Ehud Ólmert. Fue reelegido en 1999 y 2003, y fue nombrado Ministro de Agricultura y Desarrollo Rural en el gobierno de Ariel Sharón en 2003. Dejó el gabinete en enero de 2006 después de la separación entre Likud y Kadima, y fue reelegido en las elecciones de 2006.
En enero de 2004, anunció un plan para aumentar sustancialmente el número de colonos en los Altos del Golán. En marzo de 2004, sugirió hacer un referéndum entre todos los miembros registrados del Likud, lo que permitió a Ariel Sharón, con la intención de movilizar a la opinión pública para respaldar su plan de retirada de Gaza, evitar la oposición dentro de la convención del Likud, dominada por grupos de presión de colonos israelíes. Katz junto con Benjamín Netanyahu, Silvan Shalom y Limor Livnat anunciaron que renunciarían al gobierno dentro de dos semanas si Sharon no aceptaba celebrar un referéndum nacional sobre el plan de retirada. En el mismo período, presionó, junto con la Organización Sionista Mundial, para que se reservaran 32 mil millones de dólares para proporcionar incentivos y subsidios para los asentamientos en el área de Judea y Samaria (en la Cisjordania ocupada por Israel).
En las elecciones de 2009 y después de ganar el undécimo lugar en la lista del Likud, retuvo su puesto y fue nombrado ministro de Transporte, Infraestructura Nacional y Seguridad Vial en el gobierno de Netanyahu. En julio de 2009, decidió reemplazar las señales de tráfico existentes en Israel por otras nuevas para que todos los nombres que aparecieran en inglés y árabe fueran una transcripción directa de sus nombres hebreos, en lugar de estar directamente en las denominaciones en inglés y árabe.
En febrero de 2010, el Tribunal Superior de Justicia ordenó a Katz que emitiera instrucciones basadas en los hallazgos de un comité de que la segregación de género en los autobuses públicos era ilegal y que los asientos separados no podían ser forzados, como hacían los jaredíes. Katz, comprometiéndose a implementar las recomendaciones, respondió que los autobuses podían llevar carteles que sugirieran que la segregación de género era voluntaria. La comunidad jaredí consideró este fracaso de la aplicación como una victoria. Los jueces del Tribunal Superior de Justicia criticaron la decisión de Katz de permitir la operación continua de autobuses segregados por sexo.
En julio de 2011, confirmó que el Estado subsidia los boletos de autobús dentro de los asentamientos de Cisjordania, lo que hace que sean más baratos que los boletos para los viajes dentro de la Línea Verde. Según Katz, la medida tenía la intención de incentivar a los colonos a utilizar el transporte público protegido con blindaje dentro de Cisjordania, lo que aparentemente reduciría el gasto estatal en los estacionamientos con escoltas militares y de seguridad para vehículos privados no blindados.
Fue reelegido en 2013 y siguió siendo ministro de Transporte en el nuevo gobierno. Después de ser colocado cuarto en la lista del Likud, fue reelegido en 2015, siendo nombrado ministro de Servicios de Inteligencia en el nuevo gobierno, manteniendo a la vez el cargo de ministro de Transporte.
En febrero de 2019, asumió el cargo de ministro de Relaciones Exteriores, que ocupaba el propio primer ministro Benjamín Netanyahu. Dejó el cargo para asumir como ministro de Finanzas, cuando se inauguró el tercer gobierno de Netanyahu, que concluyó en junio de 2021.

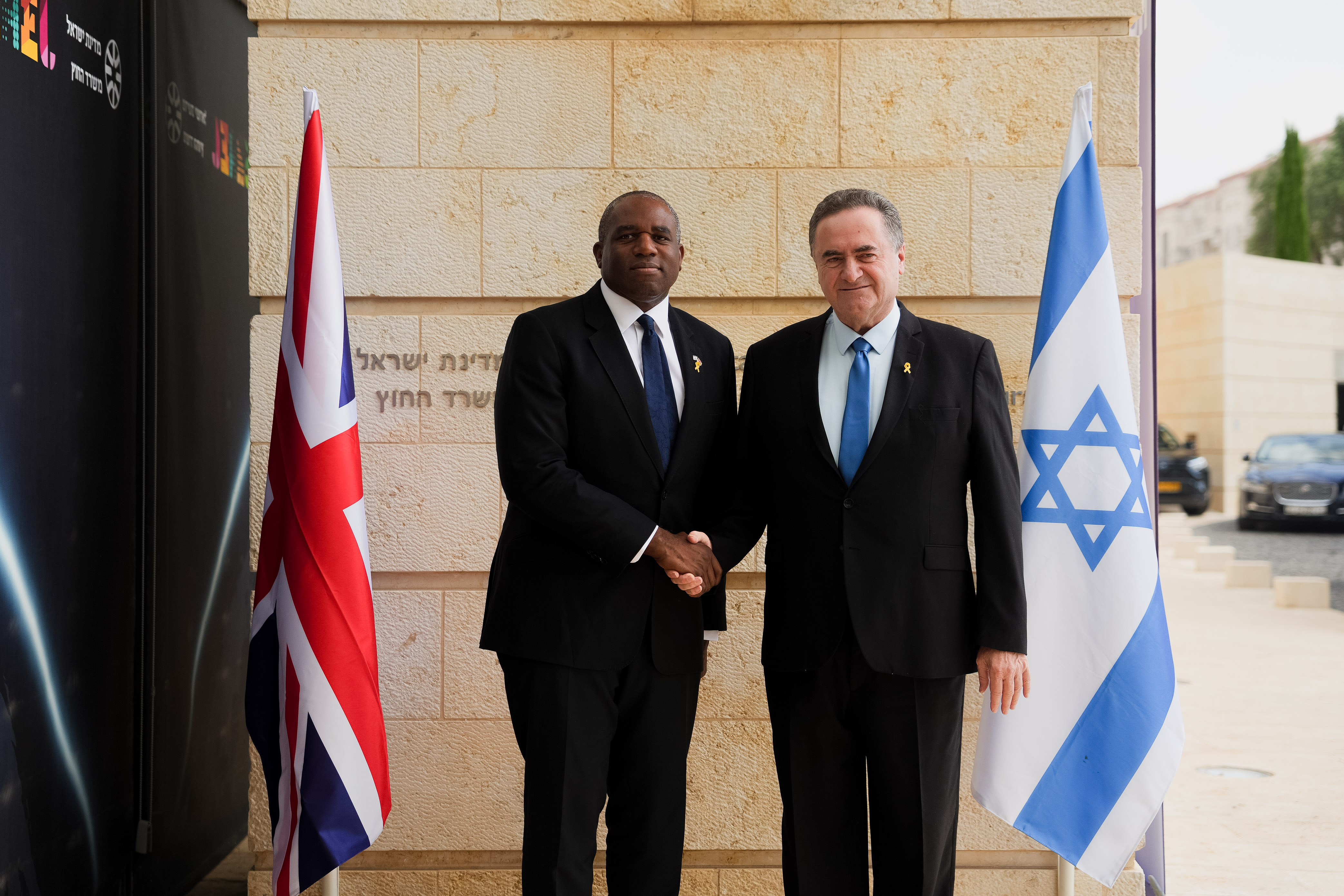
Katz con el secretario de Relaciones Exteriores del Reino Unido, David Lammy, en Jerusalén el 15 de julio de 2024.

Durante la guerra de Gaza, apoyó el bloqueo israelí de la Franja de Gaza. El 13 de octubre de 2023, Katz, entonces ministro de Energía e Infraestructura, declaró en X (antigua Twitter): «Combatiremos a la organización terrorista Hamás y la destruiremos. Se ordena a toda la población civil de Gaza que abandone el país inmediatamente. Venceremos. No recibirán ni una gota de agua ni una sola batería hasta que abandonen el mundo».
El 1 de enero de 2024, ocupó el cargo de ministro de Asuntos Exteriores por segunda vez, luego de que la Knéset aprobara un acuerdo de reparto de poder que condujo al reemplazo de Eli Cohen. En noviembre de 2024 asumió el cargo de ministro de Defensa, después del cese de su anterior titular, Yoav Galant, según Natanyahu debido a que «la confianza entre el ministro de Defensa y yo se ha resquebrajado».
El 23 de diciembre de 2024, Katz reconoció explícitamente la autoría de Israel en el atentado que mató al líder de Hamás, Ismail Haniya, en Teherán. En una amenaza a los líderes hutíes dijo que «Paralizaremos gravemente a los hutíes, dañaremos su infraestructura estratégica y mataremos a sus líderes, tal como hicimos con Haniya, (Yahya) Sinwar y (Hasán) Nasralá, en Teherán, Gaza y el Líbano, lo haremos en Hodeidah y Saná (Yemen)».